# Agena

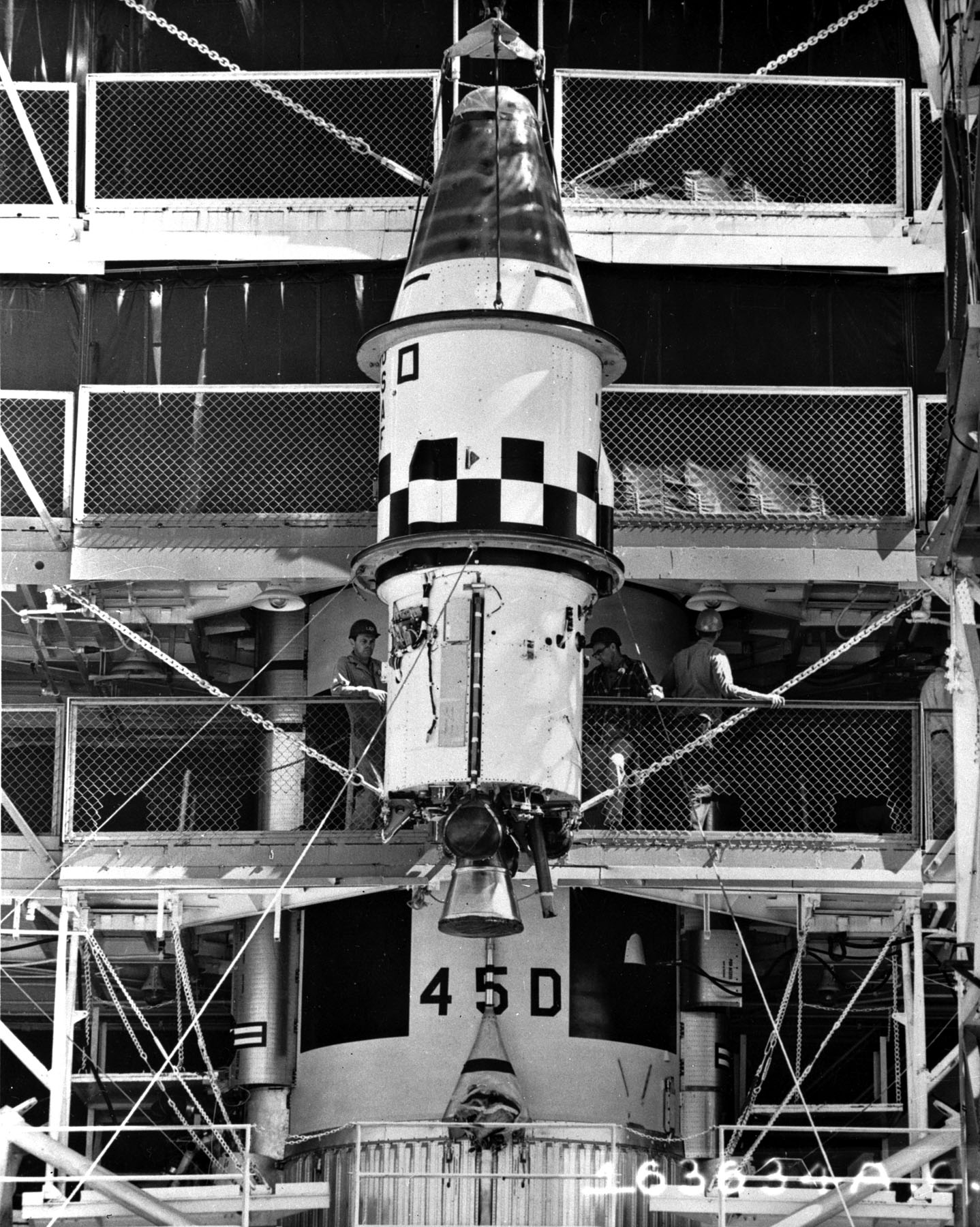
Um estágio Agena A sendo integrado a um foguete Atlas.

O Agena (ou RM-81 Agena) foi um estágio de foguete utilizado desde 1959, em foguetes de múltiplos estágios, 
tais como: o Thor-Agena e o Atlas-Agena, com os quais foram colocados em órbita os satélites Discoverer, Samos, 
Midas, Ranger 7, Mariner 4 e Mariner 5, Lunar Orbiter, dentre outros.
O motor usado no Agena, possuía um impulso específico muito alto, e seu funcionamento, pode ser facilmente interrompido e reiniciado durante o voo. Esse motor, 
utilizava dimetil-hidrazina assimétrica como combustível e oxigênio líquido como comburente. 
Foram três as versões desenvolvidas para esse estágio:
| Nome    | Motor                                       | Empuxo | Tempo de queima | Foguetes                         | Lançamentos |
| ------- | ------------------------------------------- | ------ | --------------- | -------------------------------- | ----------- |
| Agena-A | Bell 8048                                   | 69 kN  | 120 s           | Atlas, Thor                      | 20          |
| Agena-B | Bell 8081                                   | 71 kN  | 240 s           | Atlas, Thor                      | 76          |
| Agena-D | Bell 8096 (Bell 8247 no Veículo Alvo Agena) | 71 kN  | 265 s           | Atlas, Thor, Thorad e Titan IIIB | 269         |

Baseado na versão Agena D, foi desenvolvido o Veículo Alvo Agena (ATV), usado no Projeto Gemini, para desenvolver e praticar atividades de 
aproximação e acoplamento em órbita.